# Wednesday (groupe américain)
Wednesday est un groupe de rock indépendant américain formé en 2017 par la guitariste, chanteuse et auteure-compositrice-interprète Karly Hartzman. Le groupe est basé à Asheville, dans l’État de Caroline du Nord.

## Biographie

### Formation et débuts discographiques (2018-2020)
Karly Hartzman, native de Greensboro dans l’État de Caroline du Nord, fréquente l'université d'Asheville. En 2018, elle publie sur Bandcamp l'album yep definitely, sous le nom de Wednesday (en référence au groupe britannique The Sundays). Le genre musical est alors qualifié de twee pop.
Elle intègre ensuite comme chanteuse le groupe de power pop Diva Sweetly, qui publie un album en 2019. Mais plus intéressée par la musique de style shoegazing, Hartzman relance son projet Wednesday avec de nouveaux membres : Margo Schultz (basse), Xandy Chelmis (lap-steel), Alan Miller (batterie) et Daniel Gorham (guitare).
Le 7 février 2020, le quintet publie son premier album intitulé I Was Trying to Describe You to Someone, sur le label Orindal basé à Chicago.

### Twin PlaguesetRat Saw God(2021-2024)
Rejoint par le guitariste Jake « MJ » Lenderman, en remplacement de Daniel Gorham, le groupe publie son deuxième album, Twin Plagues, le 13 août 2021,. Il est classé parmi les « 31 meilleurs albums de rock de 2021 » par Pitchfork, et onzième des « 50 meilleurs albums de 2021 » par Stereogum.
En mars 2021, ils publient un mini-album nommé Mowing the Leaves Instead of Piling 'em Up. Celui-ci se compose de neuf reprises, dont les Smashing Pumpkins et de Gary Stewart. Le groupe est invité par Drive-By Truckers pour une tournée nord-américaine,. En parallèle, le guitariste MJ Lenderman agrandit son public avec son troisième album solo nommé Boat Songs.
Leur troisième album nommé Rat Saw God parait le 7 avril 2023 sur leur nouveau label Dead Oceans. Ce dernier réédite également leurs deux albums précédents. Ethan Baechtold remplace ensuite Margo Schultz à la basse.
Rat Saw God est un grand succès critique et obtient notamment un score moyen de 89/100, sur la base de 16 critiques collectées, sur le site agrégateur de critiques Metacritic - ce qui le place à la 12e position des albums les mieux notés par la presse spécialisée anglo-saxonne en 2023, tous genres confondus.

### Bleeds(depuis 2025)
En février 2025, il est annoncé que MJ Lenderman ne tournera plus avec Wednesday, mais qu'il continuera toutefois d'enregistrer avec le groupe,. En mai 2025, ils publient le single Elderberry Wine, accompagné d'un clip vidéo et de leur premier passage à la télévision, dans l'émission The Late Show With Stephen Colbert,. Le mois suivant, le groupe annonce l'album Bleeds pour le 19 septembre chez Dead Oceans. Le nouvel extrait Wound Up Here (By Holdin On) est publié.

## Style musical et influences
La musique de Wednesday mêle des éléments de rock alternatif, de shoegazing et de country. Leurs influences comptent entre autres Unwound, Swirlies, Lucinda Williams, Vic Chesnutt et Drive-By Truckers.

## Membres

### Membres actuels
- Karly Hartzman – chant principal, guitare
- Jake Lenderman – guitare, chant, chœurs (depuis 2020)
- Xandy Chelmis – lap steel (depuis 2020)
- Ethan Baechtold – basse (depuis 2023)
- Alan Miller - batterie

### Anciens membres
- Daniel Gorham – guitare (2017-2019)
- Margo Schultz – basse (2020–2022)